# Château de Gümligen
Le château de Gümligen (allemand : Schloss Gümligen) est un château situé à Gümligen dans la commune de Muri bei Bern en Suisse. Il est listé comme bien culturel d'importance nationale.

## Histoire
À la mort de sa belle-mère Maria Magdalena von Graffenried en 1735, le maître de poste Beat Fischer hérite du château de Gümligen qui est alors un édifice de style gothique tardif. Il le remplace par un nouveau château construit entre 1736 et 1739 par l'architecte Albrecht Stürler (de). Le nouveau bâtiment, avec son jardin en terrasses, est l'exemple typique d'une résidence bernoise de style baroque tardif,. Pour des raisons financières, Beat Fischer doit vendre le château en 1742 à Samuel Tillier qui l'échange en 1764 avec Emanuel Karl Viktor Stürler. Sa veuve vend ensuite le domaine à leur beau-fils Friedrich Heinrich von Stürler.
Le château est en possession des familles Stürler puis Tscharner. Entre 1939 et 1941, il abrite les bureaux du général Henri Guisan. Il est vendu en 2000 à l'entrepreneur Willy Michel qui entreprend des rénovations,. Le château est listé comme bien culturel d'importance nationale.